# کارل ارنست کلاوس
کارل ارنست کلاوس (روسی: Карл Ка́рлович Кла́ус؛ زاده ۲۳ ژانویهٔ ۱۷۹۶ درگذشته ۲۵ مارس ۱۸۶۴) یک دانشمند در زمینه شیمی، داروسازی، و گیاه‌شناسی اهل روسیه بود.